# Le Portier

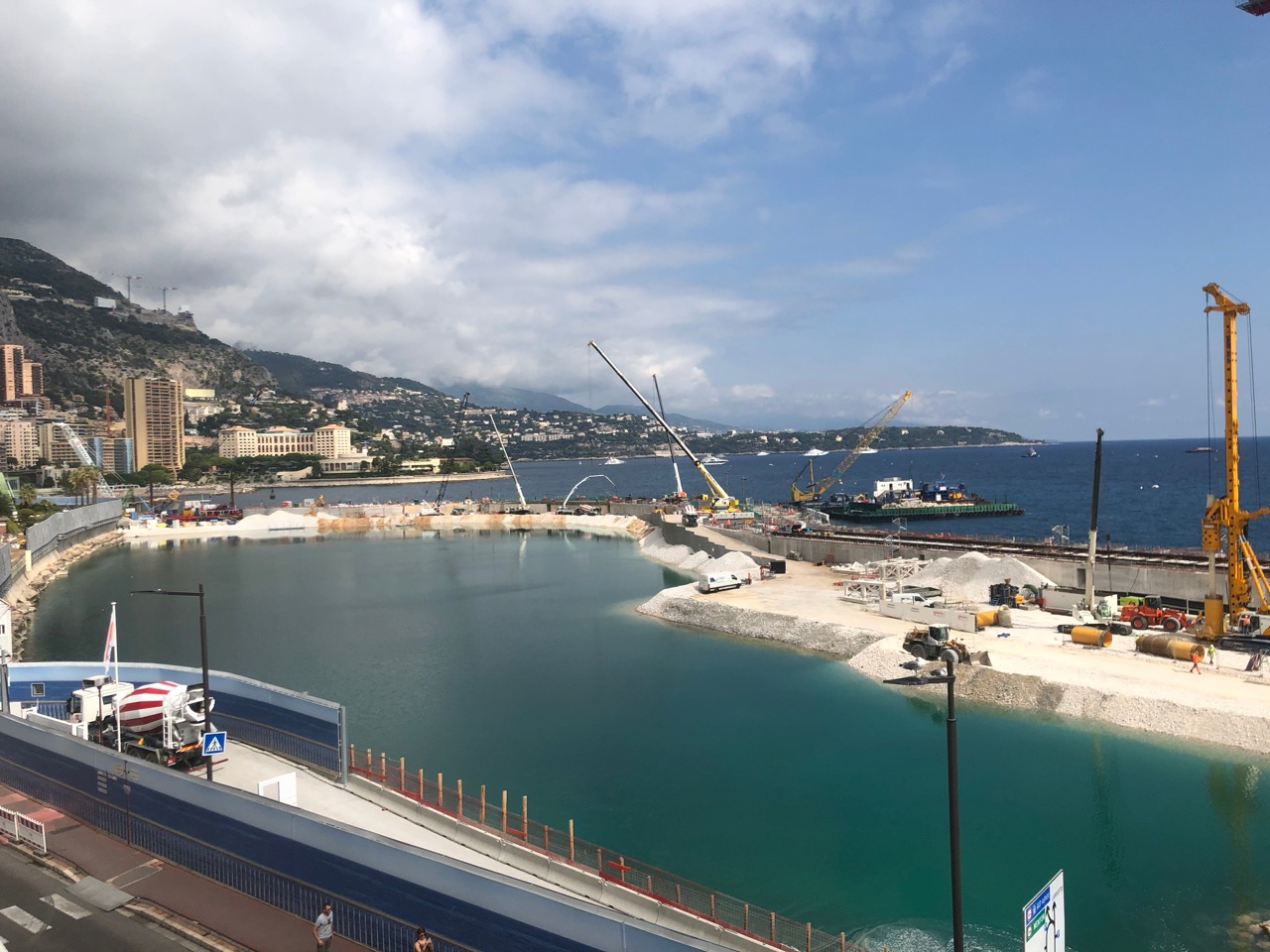

Le Portier is een geplande wijk in de stadstaat Monaco. De bouw van deze wijk werd in 2015 aangekondigd. In het gebied van de toekomstige wijk, waarvan de bouw veel vertraging heeft opgelopen, werd het vanaf 2017 verboden om te vissen en te zwemmen, en alleen schepen en duikers die nodig waren voor de bouwplaats konden er toegang toe krijgen. Op 18 juli 2019 werd een 17e betonnen caisson in elkaar geschoven en werd de gordel van caissons die de uitbreiding op zee afbakende, gesloten, waardoor de fysieke grenzen van Monaco concreet werden gewijzigd. Op 16 december 2019 werd de bouw van de middenberm van zes hectare voltooid. Met zand uit Sicilië wordt het binnendeel opgespoten. In 2025 zou de wijk en bebouwing volledig open moeten zijn en plaats bieden aan 3.400 inwoners. Het hele project is geschat op 2,4 miljard dollar. De wijk zal de oppervlakte van het land met 3% vergroten.